# Carlos Ávalos
Carlos Gregorio Ávalos Varela (Vallenar, Chile, 4 de noviembre de 1854 - Santiago, Chile, 10 de marzo de 1924) fue un político radical chileno.

## Biografía
Hijo de Gregorio Ávalos Larrahona y Margarita Varela Aguirre. Se casó con Ester Ballivián Grinwood.
Estudió Humanidades en el Liceo de Valparaíso y en el Instituto Nacional. En este último fue profesor de dibujo y matemáticas, mientras terminaba sus estudios superiores. Titulado de Ingeniero en Minas el 19 de mayo de 1877. 
Apenas recibido fue encargado del Mineral la Higuera, de minas de cobre, situado en la provincia de Coquimbo. Luego demostró su habilidad para las faenas y su rectitud en el cumplimiento de sus deberes. En 1884 fue llamado a tomar la dirección del famoso mineral de cobre metálico Corocoro en Bolivia.
En 1868 fue designado ingeniero consultor de la compañía minera Huanchaca, en Antofagasta. En 1869 se hizo cargo de la compañía minera del Socavón de la Virgen, en Oruro, Bolivia, que en aquella época explotaba minerales de plata. 
Más tarde formó una sociedad para la explotación de un grupo de minas de cobre, situado en el mineral de San José del Abre en Antofagasta. La Sociedad adquirió un establecimiento de minerales en Calama y dos de las minas más importantes de Chuquicamata, denominadas Rosario del Llano y Poderosa. Esta Sociedad posteriormente fracasó, pero Ávalos renunció antes de que esto sucediera y el Banco de Chile, en 1909, como principal acreedor de la Compañía Minera de Oruro, le encomendó su reorganización y gracias a las acertadas medidas y al aumento del precio del estaño, la Compañía gozó de aumentadas utilidades. 
En el ejercicio de su profesión, emitió varios informes sobre el mineral de Collahuasi en Antofagasta; sobre el negocio minero de La Reina de minerales de estaño; sobre los yacimientos auríferos de Las Vacas en Los Vilos, etc. 
Fue consejero de la Caja de Crédito Salitrero. Gerente del Banco Comercial de Valparaíso. Director de la Compañía Sudamericana de Vapores en 1902. Decano de la Facultad de Matemáticas de la Universidad de Chile. Columnista del diario El Mercurio. 
Ministro de Industrias y Obras Públicas (12 de mayo-1 de junio de 1904) y Ministro Subrogante de Guerra y Marina (29 de octubre-7 de noviembre de 1906). 
Diputado por Antofagasta, Taltal y Tocopilla (1900-1903 y 1903-1906). Integró la Comisión permanente de Industria y la de Obras Públicas. 
El gobierno en repetidas ocasiones, le encomendó comisiones importantes, como la de agente confidencial ante el gobierno de Bolivia, tasador del Ferrocarril Trasandino y otras.